# Bertolanius portucalensis
Espèce
Bertolanius portucalensis est une espèce de tardigrades de la famille des Eohypsibiidae. 

## Distribution
Cette espèce est endémique du Portugal. Elle a été découverte à Amarante.

## Étymologie
Son nom d'espèce, composé de portucal et du suffixe latin -ensis, « qui vit dans, qui habite », lui a été donné en référence au lieu de sa découverte, le Portugal.

## Publication originale
- Fontoura, Pilato, Lisi & Morais, 2009 : Tardigrades from Portugal: four new records and description of two new species. Zootaxa, no 2030, p. 21-38.